# Ansteckende Blutarmut der Lachse
Die Ansteckende Blutarmut der Lachse (engl. Infectious Salmon Anemia, ISA) ist eine hochansteckende Viruskrankheit bei bestimmten Lachsarten. Sie zeigt sich in einer Abnahme der roten Blutkörperchen und punktförmigen Blutungen. Die Erkrankung ist in Deutschland eine anzeigepflichtige Tierseuche. Betroffene Bestände werden getötet, um eine weitere Ausbreitung zu verhindern.

## Erreger
Der Erreger ist das Virus der infektiösen Lachsanämie (englisch Infectious salmon anemia virus, ISAV; Spezies Isavirus salaris, veraltet Salmon isavirus). I. salaris wurde als bislang einzige Spezies in die monotypische Gattung Isavirus der Familie Orthomyxoviridae klassifiziert.
Das ISAV hat eine ähnliche Morphologie wie die Influenzaviren (alle ebenfalls aus der Familie Orthomyxoviridae) und weitläufige stammesgeschichtliche Nähe zum Humanen Parainfluenzavirus Typ 2 (Familie Paramyxoviridae im gleichen Phylum Negarnaviricota).

Genomkarte der Gattung Isavirus

Das Genom besteht aus acht Segmenten einer einzelsträngigen RNA mit negativer Polarität; das gesamte Genom ist etwa 13,5 knt (Kilo-Nukleotide) groß. Die Segmente sind innerhalb der Virushülle in einzelnen helikalen Kapsiden angeordnet. Die Segmentierung legt die Möglichkeit eines genetischen Austausches (Reassortment) zwischen verschiedenen Varianten des Virus nahe und erklärt möglicherweise auch seine hohe Variabilität.
Die viralen Glykoproteine der Virushülle besitzen Hämagglutinin-Aktivität (HA) und Acetylesterase-Aktivität. Eine antigene Ähnlichkeit zum Hämagglutinin von Influenzaviren besteht jedoch nicht. Der Wirt bildet hauptsächlich Antikörper gegen das ISAV-HA und Nukleoprotein (NP); nur Antikörper gegen das HA wirken neutralisierend und dienen der Viruselimination. Derzeit können alle Isolate des ISAV zwei serologischen Subtypen auf der Basis des ISAV-HA zugeordnet werden.
Das ISAV kann in vitro Erythrozyten einer ganzen Reihe von Fischarten agglutinieren, nicht jedoch Vögel- und Säugetier-Erythrozyten. In der Zellkultur hat das Virus ein Temperaturoptimum zwischen 15 und 20 °C, jenseits von 20 °C ist die Vermehrung um 99 % reduziert, über 25 °C vollständig gehemmt. In der Zellkultur können Actinomycin D und α-Amanitin die Vermehrung des Virus unterbinden.

## Übertragung und Vorkommen
Die Übertragung erfolgt durch direkten Kontakt mit Virusträgern oder durch mit deren Ausscheidungen kontaminiertes Wasser. Auch Fischläuse (Caligulus elongatus und Lepeophterius salmonis) können die Krankheit übertragen.
Die Erkrankung trat erstmals 1984 in norwegischen Fischzuchten bei Atlantischen Lachsen (Salmo salar) auf und wurde seitdem auch in anderen Aquakulturen dieser Fischart in Nordeuropa und Nordamerika beobachtet. Ein Ausbruch ist auch beim Silberlachs (Oncorhynchus kisutch) in Chile beschrieben. In Deutschland ist die Erkrankung noch nie aufgetreten.
Andere Forellenfische können zwar experimentell infiziert werden, entwickeln aber keine Krankheit.

## Klinisches Bild
Die Ansteckende Blutarmut der Lachse geht mit blassen Kiemen, Leberschwellung, Milzschwellung, Aszites, petechialen Blutungen der Magenanhänge, des Bauchfetts und der Schwimmblase sowie einer schweren Anämie einher.

## Bekämpfung
Die Bekämpfung erfolgt durch den Versuch, die Ausbreitung der Erkrankung zu verhindern. Nach geltendem EU-Recht sind betroffene Fischbestände zu töten.